# نشرة اذاعة المصلحة الفلسطينية (مجلة)
مصلحة الإذاعة الفلسطينية، هي، مجلة أسبوعية تناولت برامج مصلحة الإذاعة الفلسطينية كما الإذاعة اللاسلكية للحكومة المصرية، صدر العدد الأول منها في آذار 1936، كانت المجلة تصدر في مدينة القدس كما كانت تُطبع في مطبعة حكومة فلسطين بالمدينة. بخصوص البرامج التي يتم إذاعتها، فكانت مضامينها متنوعة، وباللغة العربية والعبرية والإنجليزية

## الحدث الفلسطيني- أرشيفا
نشرت مجلة المنتدى بتاريخ 3 يناير 1947، في المجلد 1 عدد 48، بانوراما عن أحوال الإذاعة الفلسطينية في عام، كتبها عزمي النشاشيبي، الذي كان حينها مراقب البرامج
الأسبوعية من المسجد الأقصى المبارك أيام الجمعة والأعياد، ومن الكنائس أيام الآحاد والأعياد، احتفلنا بعيد جلوس الملك عبد العزيز آل سعود ومولد جلالة الملك فاروق والذكرى الأولى لتأسيس الجامعة العربية.
وتشتمل برامج المساء على مواد ثابتة يومية وأسبوعية، لا تتغير مواعيدها، كالقرآن الكريم مثلاً فهو يذاع يوميًا الساعة 8:00 -8:25 مساء.
ومن المواد اليومية الثابتة في المساء، عدا الأخبار والقرآن الكريم، كلية الإذاعة، وهو برنامج جديد، استحدث لأولئك الذين لم تتح لهم الظروف تكملة الدراسة المدرسية، و يذاع الساعة السابعة يوميًا، بشكل حديث في موضوع من الموضوعات.
ثم هنالك المواد الأسبوعية الثابتة، وفي الدرجة الأولى منها أحاديث الأطفال، وهي تذاع الآن بمعدل ثلاث مرات في الأسبوع أيام الاثنين والأربعاء والسبت الساعة 6:30- 7:00
وتأتي بعد ذلك الأحاديث الأسبوعية الثابتة وفيها التلاوة الأسبوعية من "ألف ليلة وليلة" وسلسلة أحاديث "تعلم الإنجليزية" وحديث "الرياضة في أسبوع
والأحاديث الطلقة وحديث "بيني وبين المستمعين" الأسبوعي، الذي يقدمه مراقب البرامج العربية ويعرض فيه أهم برامج الأسبوع ويتناول مختلف الموضوعات التي تهم المستمعين، وهناك الحديث الزراعي الذي يقع تحت عنوان "حديث الحقل والقرية"، "وزاوية الكشافة" والحديث الصحي".
في أواخر عام 1945، كان القسم العربي بدار الإذاعة الفلسطينية يذيع بمعدل 4 ساعات في اليوم الواحد، وكانت إذاعتنا المسائية تنتهي في الساعة الثامنة فقط. وما إن أهل عام 1946 حتى كنا قد باشرنا بالإذاعة على موجة منفردة طولها 449 مترًا، واتسعت برامجنا فأصبحت تذاع ثلاث مرات كل يوم في الصباح من السابعة والربع حتى الثامنة إلا ربع حين نقدم نشرة الأخيرا وتمرينات الصباح الرياضية ونختتم بآي الذكر الحكيم، والآن في نهاية هذا العام زيادة هذه الحصة الصباحية حتى أصبحت من السابعة حتى الثامنة إلا الربع.
وفي الظهيرة ابتدأنا العام بإذاعة واحدة، من الثانية إلا الربع حتى الثالثة إلا الربع يومياً، وما إن مرت بضعة أشهر حتى زيدت هذه الحصة ربع ساعة آخر، بحيث أصبحت تنتهي في الساعة الثالثة تماماً، والبرنامج النهاري يتألف في العادة من نشرة الأخبار وبعض الحفلات الموسيقية والغنائية قصة أو حديث. ومنذ 16 تشرين الأول الماضي أضيفت مادة جديدة مهمة إلى هذا البرنامج وهي الإذاعة المدرسية، فأصبحت تذاع مرتين في الأسبوع، يومي الاثنين والأربعاء الساعة 1:45-2:00 بعد أن استعد لها استعداداً كبيراً.
وأما برامج المساء فقد خصت القسم الأوفر من التوسع والتحسين فهي تبدأ من السادسة والربع وتنتهي في التاسعة والنص، وتذاع فيها نشرتا أخبار، واحدة في السادسة والربع تماماً، يستهل بها البرنامج المسائي، والثانية في التاسعة تماماً، وهي أوسع نشرات اليوم وأهمها شأنا ومحيطاً.
لم يفتنا في هذه الناحية أن نراعي مشاركة الشعب جميع حفلاته في عام 1946 فعدا الأعياد الدينية والمسيحية كلها وعدا عن الإذاعات الخارجية
الأخيرة نذيع حفلات خارجية قدمنا منها حتى الآن ثلاثاً اثنتين في القدس وواحدة في نابلس ونرجو أن نقدم المزيد في المدن الأخرى في المستقبل.
وهناك ناحية أخرى أوليت عناية خاص في برامجنا في عام 1946، هي برامج المناسبات العامة وخاصة المناسبات القومية منها، ولا غرو أذا نحن احتفلنا بهذه المناسبات لأن الإذاعة مصلحة قومية شعبية تتعامل على جهازها مختلف العوامل الوطنية والاجتماعية، بل هي في الواقع مرآة المجتمع تنعكس على صفحتها جميع الخطوط والاتجاهات الثقافية والفنية في حياة شعب من الشعوب.
الإذاعة مصلحة قومية شعبية تتعامل على جهازها مختلف العوامل الوطنية والاجتماعية، بل هي في الواقع مرآة المجتمع تنعكس على صفحتها جميع الخطوط والاتجاهات الثقافية والفنية في حياة شعب من الشعوب.
وأنه لم يفتنا في هذه الناحية أن نراعي مشاركة الشعب جميع حفلاته في عام 1946 فعدا الأعياد الدينية والمسيحية كلها وعدا عن الإذاعات الخارجية الأسبوعية من المسجد الأقصى المبارك أيام الجمعة والأعياد، ومن الكنائس أيام الآحاد والأعياد، احتفلنا بعيد جلوس الملك عبد العزيز آل سعود ومولد جلالة الملك فاروق والذكرى الأولى لتأسيس الجامعة العربية. وفي 30 آذار احتفلنا مدة أسبوع كامل بالذكرى العاشرة (اليوبيل الخشبي) لتأسيس دار الإذاعة الفلسطينية، واحتفلنا أيضا بعيد جلوس جلال الملك فيصل الثاني وعيد جلوس الملك فاروق الأول، وفي 25 أيار احتفل بعيد الاستقلال الأردني وانتقل المذياع إلى عاصمة الشرق العربي -عمان- لتسجيل أروع حدث في تاريخه الحديث فقد توج في ذلك اليوم سمو الأمير عبد الله ملكًا على شرق الأردن ووصف الاحتفال كله بالصوت الحي مدة خمس ساعات ونصف الساعة وكانت تلك أطول إذاعة خارجية في تاريخ الإذاعة. واحتوت وصف الجلسة هذا عن أحاديث المساء، أما عن النهار فنحن لا ننسى حديث "التموين والتدبير المنزلي" أيام الآحاد ثم قصة الأسبوع أيام الخميس وحديث المرأة ظهر أيام الجمعة.
ولا يفوتنا في هذه المجلة أن نعرض ناحية مهمة في برامجنا هي البرامج الخاصة الأسبوعية فهناك مثلا برامج المذيعين، وقد كانت قبلا تقدم في أيام الخميس وهي الآن تذاع في فترات مختلفة بحسب ما يلائم بناء البرنامج
من ذلك مثلا البرامج الخاصة التي يقدمها راديو فيلم والبرامج الخاصة الأخرى مثل "أوبري راجيا بتولا" "وأحمد شوقي- أمير الشعراء" و "موكب الحجيج" و "ابن زيدون" و "ذات النطاقين" وغيرها وغيرها.
وهنالك "الرواية الأسبوعية"، وهي تقدم مساء كل يوم ثلاثاء، و "زاوية العلوم والآداب" في مساء كل أربعاء" "وبرنامج القرية: مساء الجمعة وبرنامج "المدائح النبوية" مساء الجمعة أيضاً
الصفحة الثامنة من مجلة المنتدى الصفحة الثامنة من مجلة المنتدى
أما عن الموسيقى والغناء فقد خطت برامجنا خطوات واسعة موفقة ونحن وإن كنا لا ندعي بلوغ الكمال في هذه البرامج حتى الآن نستطيع أن نؤكد أننا نبذل الجهد ليل نهار للسير بها نحو الغاية المرجوة والهدف المنشود.
ومن برامجنا الموسيقية الثابتة غير المسجلة، روضة الألحان وحفلات التواشيح الغنائية وهمسات القيثار يضاف إلى ذلك الحفلات الأسبوعية التي يقدمها مطربو المحطة السادة يحيى السعودي وصابر الصفح وكاظم السباسي ومحمد غازي وعام خداج ويوسف رضوان وجميل العاصي وأسعد رستم وفايز سالم ووجيه بدرخان وخليل سليمان ومحمد محسن والمطربات سناء وهيام عبد العزيز ودنيا. هذا وقد أخذنا في الآونة التاريخية للمجلس التشريعي وإعلان الدستور وبيعة الملك ووصفا لاقتران هذه البيعة بالتوشيح السامي. واحتوت وصف قاعة العرش وخطب رئيس الوزراء ورئيس البلدية ووزير الخارجية وقاضي القضاة وتوجت بالنطق السامي من جلالة الملك عبد الله المعظم واختتمت بوصف لاستعراض مليك البلاد لجيشه الباسل في مطار عمان.
واحتفلت الإذاعة أيضًا في برامجها بذكرى وفاة أمير الشعراء أحمد شوقي وذكرى استقلال الجمهورية اللبنانية وغيرها من المناسبات.
هذا عرض موجز سريع لأهم ما تضمنته برامج القسم العربي في دار الإذاعة الفلسطيني لعام 1946، ولو اتسع المجال استغرق العرض مجلدا ضخما.
ومما يلفت النظر في هذه البرامج بوجه خاص مضاعفة فترة القرآن الكريم الصباحية، وحفلات الموشحات الغنائية في مساء كل ثلاثاء، وإذاعات المدائح النبوية في مساء الجمعة والإذاعات المدرسية، والإذاعات الخارجية، بما فيها الإذاعات الدينية والفنية والرياضية
ونحن اليوم نقف على عتبة العام الجديد بمثل العزم الذي اقتحمنا به العام المنصرم وفي أعناقنا أمانة عزيزة وفي نفوسنا أمنية غالية هي أن يمد إلينا جمهور مستمعينا الكرام يد المؤازرة و المعاضدة مثل ما فعل في الماضي وأكثر، ونحن نعاهده أمام الله وأمام ضمائرنا بأننا سنحمل الأمانة بكل قوة وإخلاص ونعمل على تحقيق الأمنية بكل عزيمة ومضاء، إلى أن يكتب لنا النجاح، والله ولي التوفيق.

## ميلاد الإذاعة الفلسطينية
لماذا اهتم بمسؤولي حكومة الانتداب البريطاني البريطانية بتأسيس محطة إذاعة في فلسطين في بداية الثلاثينيات؟ لقد عكست قرارهم الكبير واسعًا أصبح واضحًا عبر العالم: ضيوف المشاهير مراقبي الدول بالترددات الإذاعية والإذاعية، وفكرة الناشئة للإذاعة كمنفعة عامة، واران يتقاطعون مع مسئولية بريطانيا لقيادة المقاطعات المنتدبة عليها نحو الحكم الذاتي. لقد شهدت بداية الثلاثينيات المستمرة في بداية البث الإذاعي: إنشاء المحطات الإذاعية التي بدأتها الدولة عبر أوروبا و المستعمرات الأوروبية حول العالم   لقد شكلت محطات راديو حكومية نهاية "حبب قبة" للإذاعة اللاسلكية الخاصة بالهواة.
لكن في نهاية الأمر، شجّعت الحرية المطلقة أصحاب الأعمال الإذاعي من الهواة أساساً قد تؤدي إلى تقويض عملهم في نهاية الأمر، بشعبية بث الهواة وسهولته أدت إلى ازدحام الإرسال وتوزيعه، وأصبح تداخل الموجات الإذاعية أكثر أهمية عامة، تزعج بث الهواة تثير قلق السيدات التي تستخدم البث الإذاعي للاتصالات العسكرية. وأصبحت الاتصالات العسكرية قد أصبحت متزايدة بشكل متزايد على عدد من البيانات الجديدة والقوية التي توفرها الإذاعة المتخصصة والسلوك المجتمعي عبر برامج الأخبار والتجهيزات.
في رباعيات كان في بعض الأحيان ستدرك حكومات هذه الأمانة أو تستطيع أن تصبح رئيسة للتكنولوجيا. والعديد من الثلاثة حولوا إلى المعرفة التقنية المتزايدة ل"قدرة الإذاعة" في الوصول إلى الناس والتأثير عليهم، إلى الطلاب متحمسين، جاهزين للإذاعة إلى إبداع يهدفون إلى العمل. لقد كانت الإذاعة الفلسطينية تنتج برامج من هذه المجالات، عندما كانت تستقبل البيروقراطيين الحكوميين عبر العالم يرحبون تسخير قوة الإذاعة لقراهم بمختلف أنواعها. في فلسطين، بداية أن الحكومة الانتدابية ترحب مبدئيًا بمحطات الإذاعة المحلية، من خلال إصدار ترخيص بث بموجة متوسطة لمندل أبراموفيتش عام 1932. قامت محطة أبراموفيتش، راديو تل أبيب، ببثها الأول في سوق الشرق المموَّل من الحكومة. ( 7)  لكن حكومة الانتداب سرعان ما بدأت بخططها لتأسيس إذاعتها الخاصة. ورافقت هذه المبادرة مبادرة واسعة النطاق لاستقبال الموجات المزدحمة، والتي لم تترك لفلسطين سوى تردد واحد. لذا، سرعان ما ألغت حكومة الانتداب رخصة أبراموفيتش، ورغم ذلك فقد انتهى بث راديو تل أبيب عام 1935، عندما كثف التخطيط لإذاعة فلسطين